# Youssouf Hersi
Youssouf Hersi (ur. 20 sierpnia 1982 w Dire Daua) – holenderski piłkarz etiopskiego pochodzenia, grający na pozycji pomocnika.
Hersi był członkiem kadry Holandii U-20 w Mistrzostwach Świata 2001, jednak znaczących sukcesów z nią nie odniósł.
Hersi zapytany w 2005 o grę dla reprezentacji Etiopii wskazał, że będzie dążył by reprezentować jej barwy, jednak nigdy nie zamierza grać w klubie z tamtejszej ligi. Gdyby nie nowe przepisy ustalone przez FIFA w 2004 roku, Hersi już nie mógłby wystąpić w swoim narodowym zespole, jednak gdy rozgrywał mecz w reprezentacji Holandii nie miał ukończonych 21 lat.